# 大安区 (台北市)
大安区（ダーアン/だいあん-く）は、台北市の市轄区の一つ。

## 歴史
清代の康熙末に福建泉州府の安渓人が大安地区に入植したのが始まりである。光緒年間に台北府が設置され、大安庄及び内埔庄、六張犁庄が現在の大安区地区に置かれた。日本統治時代には錦町、福住町、昭和町、大安、下内埔、六張犁が設置された。戦後は台北に区政が導入される際に、地区の大部分を占める大安庄から大安区と命名された。

## 下部行政区域
| 地区 | 里                                                                             |
| ---- | ------------------------------------------------------------------------------ |
| 和平 | 永康里、光明里、錦安里、錦華里、龍泉里、古荘里、福住里、錦泰里、龍安里、龍坡里 |
| 学府 | 龍淵里、大学里、龍門里、学府里、古風里                                         |
| 瑞安 | 仁慈里、新龍里、龍生里、龍雲里、住安里、徳安里、龍陣里、龍図里                 |
| 新生 | 民炤里、和安里、誠安里、民輝里、昌隆里、義村里                                 |
| 敦化 | 仁愛里、光武里、建安里、華声里、正声里、車層里、建倫里                         |
| 安和 | 全安里、法治里、敦煌里、通化里、臨江里、光信里、敦安里、通安里、義安里         |
| 臥龍 | 芳和里、臥龍里、群賢里、黎孝里、虎嘯里、群英里、黎元里、黎和里                 |

## 交通
- 台北捷運
  - ■紅線
    - 東門駅 - 大安森林公園駅 - 大安駅 - 信義安和駅

  - ■橘線
    - 忠孝新生駅 - 東門駅 - 古亭駅

  - ■緑線
    - 古亭駅 - 台電大楼駅 - 公館駅

  - ■ 藍線
    - 国父紀念館駅 - 忠孝敦化駅 - 忠孝復興駅 - 忠孝新生駅

  - ■ 棕線
    - 忠孝復興駅 - 大安駅 - 科技大楼駅 - 六張犁駅 - 麟光駅

## 教育

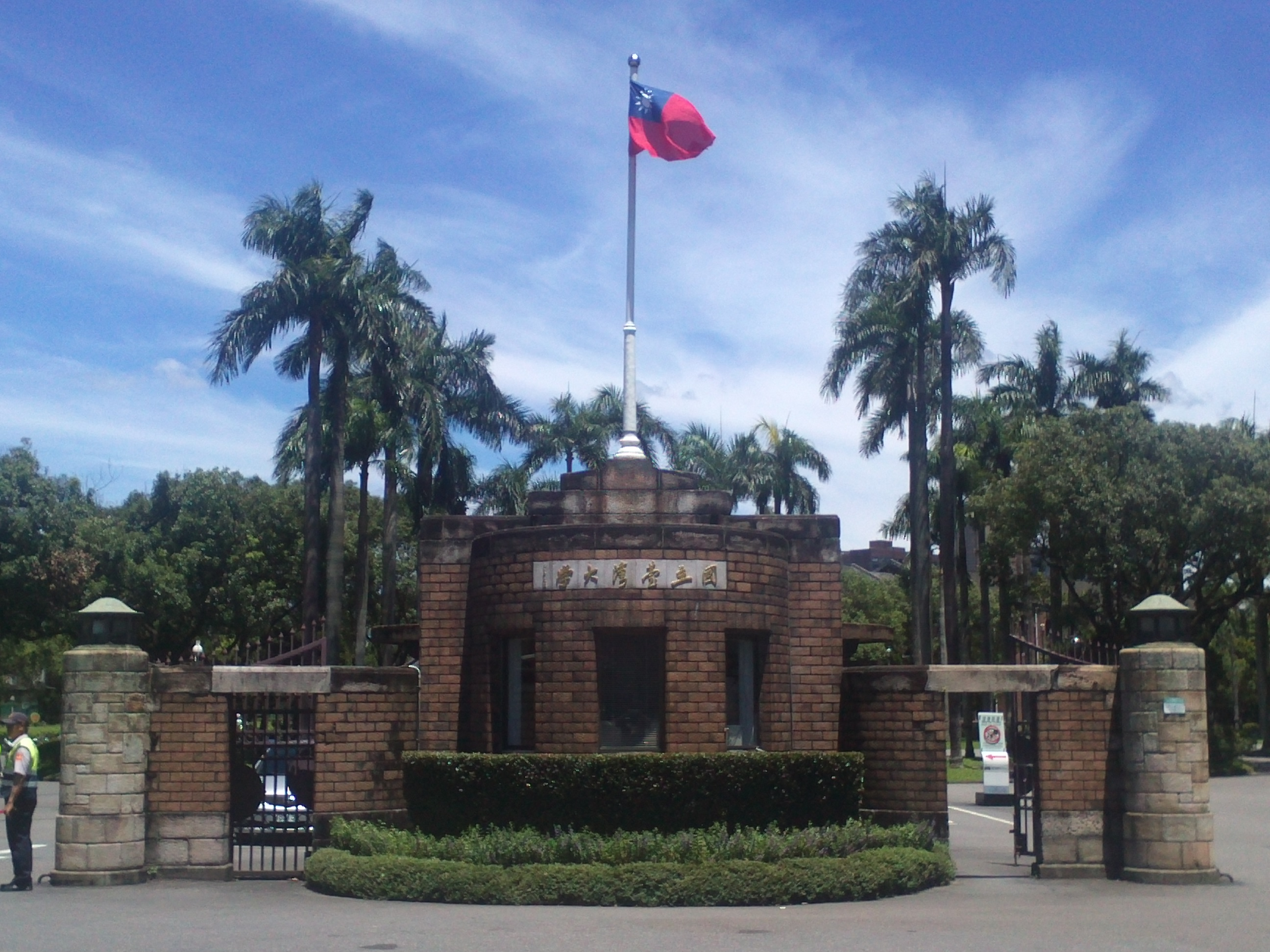
国立台湾大学

### 大学
- 国立台湾大学
- 国立台湾師範大学
- 国立台北教育大学
- 国立台湾科技大学
- 国立台北科技大学

### 高級専業学校
- 台北市立大安高級工業職業学校
- 開平餐飲学校
- 私立東方高級工商職業学校
  - 私立喬治高級工商職業学校

### 高級中学
- 国立台湾師範大学附属高級中学
- 台北市立和平高級中学
- 私立延平高級中学
- 私立金甌女子高級中学

### 国民中学
| - 国立台湾師範大学附属高級中学国中部 - 台北市立和平高級中学附属国中部 - 台北市立仁愛国民中学 - 台北市立大安国民中学 | - 台北市立芳和国民中学 - 台北市立金華国民中学 - 台北市立懐生国民中学 - 台北市立民族国民中学 | - 台北市立龍門国民中学 - 私立延平高級中学附属国中部 - 私立復興中小学 - 私立立人国際中小学 |

### 国民小学
| - 国立台北教育大学付設実験国民小学 - 台北市立龍安国民小学 - 台北市立大安国民小学 - 台北市立幸安国民小学 - 台北市立建安国民小学 | - 台北市立仁愛国民小学 - 台北市立金華国民小学 - 台北市立古亭国民小学 - 台北市立銘伝国民小学 - 台北市立公館国民小学 | - 台北市立新生国民小学 - 台北市立和平国民小学（計画中） - 私立復興中小学 - 私立立人国際中小学 - 私立新民小学 |

### 幼稚園
| - 白百合学園国際日本幼稚園 - 台北市立銘伝国民小学附属幼稚園 - 台北市立新民国民小学附属幼稚園 - 台北市立復興国民小学附属幼稚園 - 台北市立幸安国民小学附属幼稚園 - 台北市立古亭国民小学附属幼稚園 - 台北市立仁愛国民小学附属幼稚園 - 台北市立大安国民小学附属幼稚園 - 台北市立建安国民小学附属幼稚園 - 台北市立龍安国民小学附属幼稚園 - 台北市立公館国民小学附属幼稚園 - 台北市立新生国民小学附属幼稚園 - 台湾大学附属幼稚園 - 台湾師範学院附設幼稚園 | - 立人小学附属幼稚園 - 聖約翰幼稚園 - 恵真幼稚園 - 衛理幼稚園 - 崇義幼稚園 - 懐恩幼稚園 - 蒙特梭利幼稚園 - 暁星幼稚園 - 威利幼稚園 - 信光幼稚園 - 長青幼稚園 - 仁和幼稚園 - 育昇幼稚園 - 光目幼稚園 | - 愛楽幼稚園 - 宝血幼稚園 - 華菂幼稚園 - 育楽幼稚園 - 維格幼稚園 - 安培幼稚園 - 華欣幼稚園 - 愛英幼稚園 - 佳安幼稚園 - 四維幼稚園 - 大雅幼稚園 - 金甌女中附幼 - 陽光宝貝幼稚園 - 信望愛幼稚園 |

## 観光

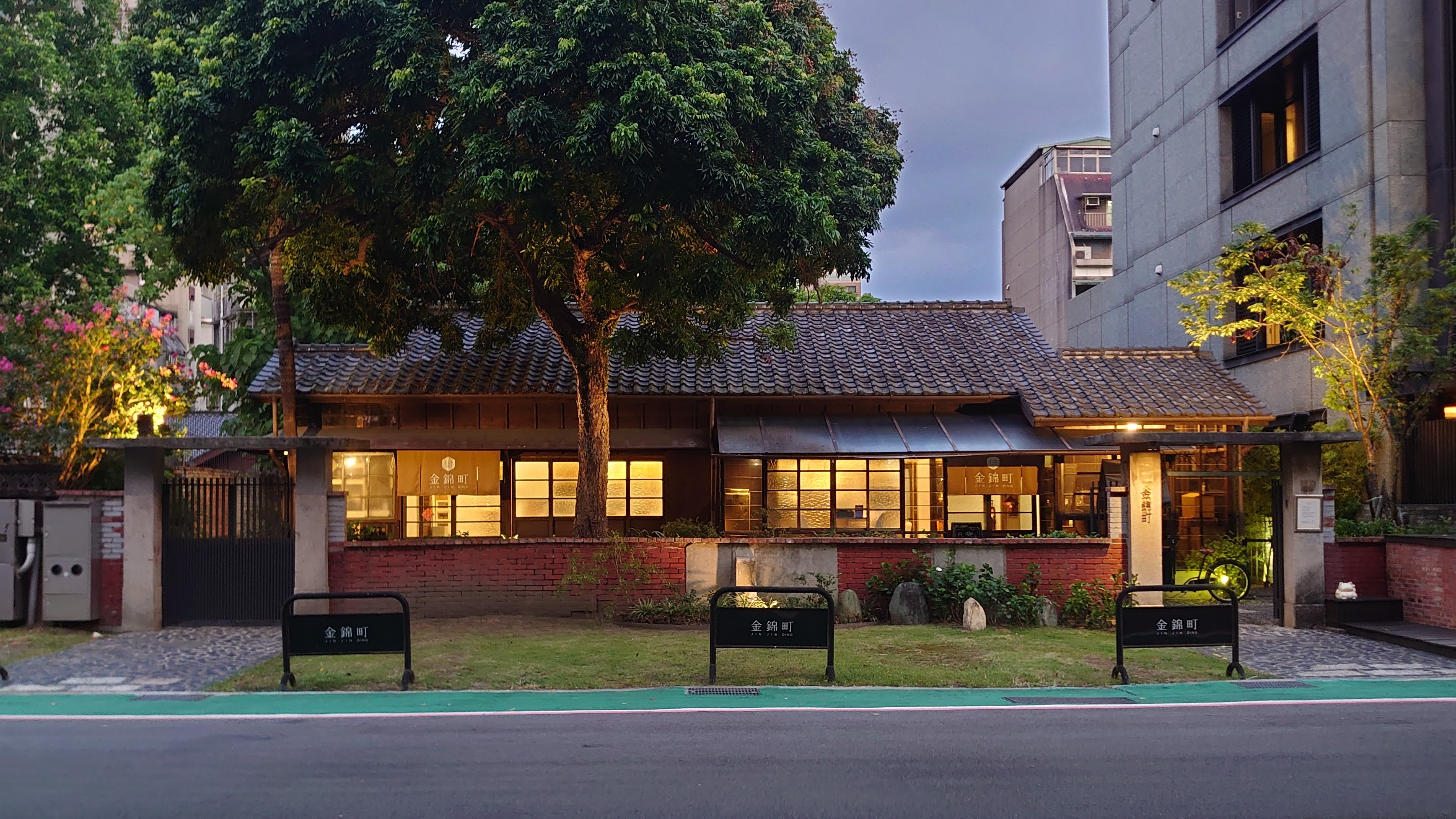
旧日式宿舎「金錦町」

- 永康街商圏（中国語版）
- 大安森林公園
- 国立台湾大学（旧台北帝国大学）
- 旧制台北高等学校講堂（中国語版）
- 台北清真寺（台北モスク）
- 錦町日式宿舎群（中国語版）
- 臨江街観光夜市（中国語版）